# Aranyos Imre
Aranyos Imre (Kisvárda, 1966. június 13. –) válogatott labdarúgó, középpályás.

## Pályafutása

### A válogatottban
1996 és 1997 között három alkalommal szerepelt a válogatottban.

## Sikerei, díjai
- Magyar bajnokság
  - bajnok: 1993–94
  - 2.: 1992–93, 1995–96
  - 3.: 1996–97, 1997–98, 1999–00, 2000–01
- Magyar kupa (MNK)
  - döntős: 1995, 1996, 2000

## Statisztika

### Mérkőzései a válogatottban
| Magyarország | Magyarország     | Magyarország            | Magyarország | Magyarország | Magyarország | Magyarország | Magyarország | Magyarország |
| #            | Dátum            | Helyszín                | Hazai        | Eredmény     | Vendég       | Kiírás       | Gólok        | Esemény      |
| ------------ | ---------------- | ----------------------- | ------------ | ------------ | ------------ | ------------ | ------------ | ------------ |
| 1.           | 1996. május 18.  | London, Wembley Stadion | Anglia       | 3 – 0        | Magyarország | barátságos   | -            | 82'          |
| 2.           | 1996. június 1.  | Budapest, Népstadion    | Magyarország | 0 – 2        | Olaszország  | barátságos   | -            | 39'          |
| 3.           | 1997. április 2. | Budapest, Népstadion    | Magyarország | 1 – 3        | Ausztrália   | barátságos   | -            | 84'          |
|              | Összesen         |                         |              | 3            | mérkőzés     |              | 0            | gól          |